# Duisburger SpV
Der Duisburger Spielverein (meist Duisburger SpV oder DSV abgekürzt) war ein Sportverein aus Duisburg. Der Verein gehörte zu den Pioniervereinen des westdeutschen Fußballs und konnte insgesamt zehn Mal die westdeutsche Meisterschaft gewinnen. 1913 wurde der Spielverein deutscher Vizemeister. Der Verein stellte fünf deutsche Nationalspieler. Wegen ihrer roten Trikots wurden die Spieler auch als „Rotblusen“ bezeichnet. Am 1. Juli 1964 fusionierte der Spielverein mit dem TuS Duisburg 48/99 zu Eintracht Duisburg.

## Geschichte

### Der Spielverein im Kaiserreich
Am 25. März 1848 wurde die Duisburger Turngemeinde für Erwachsene 1848 gegründet. Im Jahre 1892 brachte ein Vereinsmitglied nach einer Studienreise nach London das Fußballspiel nach Duisburg. Ein Jahr später wurde an den Pulverwiese der erste Platz errichtet. Im Jahre 1896 erhielt der Verein eine Einladung zu vier Freundschaftsspielen in England. Die Spiele wurden allesamt mit einem Torverhältnis von 0:37 verloren. Am 23. Oktober 1898 gehörte man zu den Gründungsmitgliedern des Rheinischen Spiel-Verbandes. Zwei Jahre später verbot die Deutsche Turnerschaft seinen Mitgliedsvereinen das Fußballspiel. Es gilt als „undeutsch“ und „Englische Krankheit“. Auf Initiative des späteren DFB-Präsidenten Gottfried Hinze gründete die Fußballabteilung am 22. März 1900 den Duisburger Spielverein.
Ab 1902 richtete der Rheinische Spiel-Verband ein Ligensystem ein. Der Spielverein wurde in die erste Klasse des 3. Bezirks eingereiht und wurde hinter dem punktgleichen Essener SV 1899 Vizemeister. Am 4. November 1903 trat der DSV dem Deutschen Fußball-Bund bei, um auch an den Endrunden um die deutsche Meisterschaft teilnehmen zu können. Prompt gewann die „Rotblusen“ ihre erste westdeutsche Meisterschaft. Im Halbfinale scheiterte die Mannschaft knapp am amtierenden Meister VfB Leipzig, der erst in der 132. Spielminute den Siegtreffer zum 3:2 erzielen konnte.
Sechs weitere westdeutsche Meisterschaften folgten bis zum Ausbruch des Ersten Weltkriegs für den DSV, der im Jahre 1901 seinen Sportplatz am Grunewald bezog. Auch auf Reichsebene vermochten die „Rotblusen“ mitzuhalten. Nachdem die Duisburger 1905 noch im Viertelfinale am Karlsruher FV gescheitert waren, erreichten sie drei Jahre später das Halbfinale. Hier setzten sich die Stuttgarter Kickers deutlich mit 5:1 Toren durch. Der Spielverein protestierte zunächst, da der vom Regen durchnässte Platz nicht bespielbar gewesen sei. Der DFB lehnte den Protest mit der Begründung ab, dass Fußballer schließlich keine Memmen sein.

Mannschaftsfoto aus dem Jahr 1913

1909 führte der Westdeutsche Spiel-Verband eine „Zehnerliga“ für die spielstärksten Vereine im Verbandsgebiet ein. Der Spielverein sicherte sich drei der vier ausgespielten Meisterschaften. 1910 stellte der DSV mit Lothar Budzinski-Kreth und Christian Schilling erstmals Spieler für die deutsche Nationalmannschaft ab. Nachdem die Mannschaft bei den deutschen Meisterschaften 1910 und 1911 jeweils im Viertelfinale am Karlsruher FV und Holstein Kiel scheiterte gelang im Jahre 1913 erstmals der Finaleinzug. Zunächst gelang ein 2:1-Viertelfinalsieg gegen die favorisierten Stuttgarter Kickers. Im Halbfinale traf der Spielverein auf Holstein Kiel. 10.000 Zuschauer im nahen Essen sahen einen 2:1-Sieg der „Rotblusen“, die als erster westdeutscher Verein ins Endspiel einziehen konnte. Dort erwies sich der VfB Leipzig als zu stark und konnte das Finale mit 3:1 für sich entscheiden. Heinrich Fischer erzielte den Duisburger Ehrentreffer.

### Zwischen den Weltkriegen
Während des Ersten Weltkrieges wurden nur Bezirksmeisterschaften ausgetragen. Nach Kriegsende öffnete sich der im gehobenen Bürgertum verankerte Verein auch einfachen Arbeitern, die zuvor nicht Vereinsmitglied werden durften. Ab 1920 wurden wieder westdeutsche Meisterschaften ausgespielt, bei denen sich die „Rotblusen“ drei Mal in die Siegerliste eintragen konnten.
1921 erreichte der Spielverein erstmals nach Kriegsende die deutsche Meisterschaft und sorgte mit einem 2:1-Viertelfinalsieg nach Verlängerung über den aufstrebenden Hamburger SV für Aufsehen. Das Endspiel wurde mit einer 1:2-Niederlage nach Verlängerung gegen den Berliner FC Vorwärts verpasst. Drei Jahre später verhinderte der 1. FC Nürnberg durch einen 3:1-Halbfinalsieg eine Endspielteilnahme des DSV. Die Nürnberger konnten auch 1925 die „Rotblusen“ im Halbfinale schlagen, diesmal mit 3:0.
1927 sicherte sich der Spielverein seine elfte und letzte Westmeisterschaft. Dabei trafen die Duisburger erstmals auf den Emporkömmling FC Schalke 04. In der Achtelfinalpartie gegen den Berliner SC Kickers führte der DSV bereits mit 2:0, verlor aber nach Verlängerung noch mit 4:5. Der Siegtreffer für die Hauptstädter fiel erst in der 147. Spielminute. Ende der 1920er Jahre fiel der Spielverein zunehmend ins Mittelmaß zurück und geriet in finanzielle Schieflage. Zahlreiche Leistungsträger wechselten zu anderen Vereinen.
Bei der Einführung der Gauligen im Jahr 1933 wurde der Spielverein nicht berücksichtigt. Im Dritten Reich hatte der Verein aufgrund seiner bürgerlichen Herkunft einen schweren Stand und wurde als Judenclub bezeichnet. Erst 1943 gelang der Aufstieg in die Gauliga Niederrhein. Dort traten die „Rotblusen“ nicht an, sondern bildeten gemeinsam mit dem TuS 48/99 eine Kriegsspielgemeinschaft, die sich auf Anhieb die Gaumeisterschaft sicherte. Auf Reichsebene wurde das Viertelfinale erreicht, wo der Luftwaffen-Sportverein Hamburg mit 3:0 die Oberhand behielt.

### Nachkriegszeit
Nach dem Ende des Zweiten Weltkriegs gingen der Spielverein und der TuS 48/99 wieder getrennte Wege. 1947 ging es um die Qualifikation für die neu geschaffene Oberliga West, für die der DSV in seiner Bezirksliga Rechter Niederrhein hätte unter die ersten Zwei kommen müssen. Hinter Rot-Weiß Oberhausen liefen die „Rotblusen“ und Hamborn 07 punktgleich ins Ziel, so dass ein Entscheidungsspiel nötig wurde, welches Hamborn mit 2:1 nach Verlängerung gewann. Ein Jahr später scheiterte der Spielverein in der Aufstiegsrunde zur Oberliga West an Rot-Weiss Essen. Erst 1949 gelang der Klassensprung, als sich der DSV gegen den Duisburger FV 08 und den VfL Benrath durchsetzen konnte.
Nach einem zehnten Platz in der Saison 1949/50 folgte ein Jahr später der Abstieg in die neu geschaffene II. Division. Der direkte Wiederaufstieg wurde knapp verpasst, da der Spielverein gegenüber der TSG Vohwinkel 80 einen um 0,034 Tore schlechteren Torquotienten aufwies. Ein Jahr später wurden die „Rotblusen“ mit einem Punkt Rückstand auf den Rheydter Spielverein Dritter. Erst als Trainer Fred Harthaus im Jahr 1953 zurückgeholt wurde, gelang 1954 der Wiederaufstieg in die Oberliga West.
Zurück im Oberhaus sorgte der Spielverein durch Siege gegen Borussia Dortmund und beim Meister Rot-Weiss Essen für Furore. Dem achten Platz in der Saison 1954/55 folgte ein Jahr später der vierte Rang. Mit 14:0 Punkten starteten die „Rotblusen“ in die Saison 1956/57 und sie hielten die Tabellenführung bis zum 23. Spieltag. Zum Saisonende brach die Mannschaft ein, behauptete jedoch aufgrund des besseren Torquotienten gegenüber dem 1. FC Köln den zweiten Tabellenplatz, der zur Teilnahme an der Endrunde zur deutschen Meisterschaft berechtigte.
Der Spielverein startete mit einem 1:1 gegen den Hamburger SV und schlug anschließend den 1. FC Saarbrücken mit 3:1. Somit brauchte der DSV im abschließenden Spiel gegen den 1. FC Nürnberg einen Sieg, um ins Finale einzuziehen. In der 84. Minute konnten die Nürnberger zum 2:2 ausgleichen, wodurch der Hamburger SV durch seinen 2:1-Sieg über Saarbrücken ins Endspiel einzog.

### Niedergang
Der Spielverein konnte in den folgenden Jahren nicht mehr an die Erfolge der Spielzeit 1956/57 anknüpfen. Schon in der folgenden Spielzeit rutschten die „Rotblusen“ auf Platz zehn hinab. Statt wie in der Vorsaison 20.000 kamen nur noch knapp 13.000 Zuschauer im Schnitt zu den Heimspielen. Nachdem 1960 noch einmal der fünfte Platz erreicht worden war, geriet die Mannschaft in den frühen 1960er Jahren in den Abstiegskampf. 1962 stieg der Spielverein schließlich als Tabellenletzter in die II. Division ab. Ein Jahr später schaffte die Mannschaft mit Müh und Not die Qualifikation für die neu geschaffene Regionalliga West.
Im gleichen Jahr qualifizierte sich der Lokalrivale Meidericher SV für die neu geschaffene Bundesliga. Der inzwischen mit über 100.000 Mark verschuldete Spielverein nahm während der Saison 1963/64 Fusionsgespräche mit dem TuS 48/99, dem FV 08 und dem Duisburger SC 1900 auf. Zwischenzeitlich qualifizierten sich die „Rotblusen“ erstmals für den DFB-Pokal; die Mannschaft scheiterte nach einem 2:0-Sieg bei Eintracht Gelsenkirchen im Achtelfinale an Altona 93. Am 22. Juni 1964 wurde auf einer Mitgliederversammlung die Fusion des DSV mit dem TuS 48/99 zu Eintracht Duisburg beschlossen.

## Spielstätten
Der erste vereinseigene Sportplatz des DSV, Sportplatz am Grunewald genannt, befand sich seit 1901 auf dem späteren Gelände des Duisburger Güterbahnhofs. Dieser Platz war 1910 Austragungsorts eines Länderspiels zwischen Deutschland und Belgien, musste aber 1914 wegen der Erweiterung des Güterbahnhofs aufgegeben werden. Als Ersatz errichtete der DSV bis 1918 eine neue Platzanlage an der Rheintörchenstraße im Stadtteil Wanheimerort. 1930 übernahm die Stadt Duisburg diese Anlage und überließ sie dem DSV zur Nutzung. Der DSV blieb dort bis 1954 ansässig, nur für wichtige Spiele mit großem Besucherandrang wurde ins Wedaustadion ausgewichen. Ab 1954 trug der DSV alle Heimspiele im Wedaustadion aus. Am Ort des alten DSV-Platzes in Wanheimerort befindet sich heute die städtische Sportanlage Düsseldorfer Straße.

## Erfolge
- Deutscher Vizemeister 1913
- Westdeutscher Meister 1904, 1905, 1908, 1910, 1911, 1913, 1914, 1921, 1924, 1927
- Meister der „Zehnerliga“ 1910, 1911, 1913

## Persönlichkeiten
- Lothar Budzinski-Kreth, ein Länderspiel 1910
- Willi Drehmann, Amateurnationalspieler
- Walter Fischer, fünf Länderspiele 1911–1914
- Hans Gruber, ein Länderspiel 1929
- Willi Koll, DSV-Rekordspieler und -torschütze, zwei B-Länderspiele 1956–1959
- Peter Maaßen, Jugendspieler beim SpV, später 25 Jahre Präsident von Rot-Weiß Oberhausen
- Christian Schilling, zwei Länderspiele 1910
- Wilhelm Straßburger, zwei Länderspiele 1930